# Dvaadvacet krátkých filmů o Springfieldu
Dvaadvacet krátkých filmů o Springfieldu (v anglickém originále 22 Short Films About Springfield) je 21. díl 7. řady (celkem 149.) amerického animovaného seriálu Simpsonovi. Scénář napsali Richard Appel, David S. Cohen, Jonathan Collier, Jennifer Crittendenová, Greg Daniels, Brent Forrester, Rachel Pulidová, Steve Tompkins, Bill Oakley, Josh Weinstein, Matt Groening a Greg Daniels, který byl písemným konzultantem, a díl režíroval Jim Reardon. V USA měl premiéru dne 14. dubna 1996 na stanici Fox Broadcasting Company a v Česku byl poprvé vysílán 27. ledna 1998 na stanici ČT2.

## Děj
Děj je zasazen do 22 krátkých filmech o hlavních, ale především i vedlejších postav Springfieldu.
1. Bart a Milhouse Van Houten plivou z mostu na vozidla a jdou do Kwik-E Martu.
2. V Kwik-E Martu přemluví Sanjay Apua, aby si zašel na jeho párty. Apu se kvůli tomu rozhodne zavřít obchod na pět minut, a když se vrátí s minutovým předstihem, zjistí, že omylem zavřel pana Molemana.
3. Bart přilepí žvýkačku na Líziny vlasy.
4. Marge se pokouší Líze pomoct zbavit se jí.
5. Smithers je bodnut včelou, čímž se u něj projeví alergická reakce. Pan Burns ho však odmítá přepravit na dvojkole do nemocnice a nutí ho pokračovat v jízdě.
6. Dr. Nick Riviera je kritizován nemocniční radou za jeho nestandardní lékařské způsoby.
7. Děda Simpson řádí se skalpelem a trvá na vyšetření. Nick Riviera zachraňuje situaci, čímž si zachrání kariéru.
8. Vočko Szyslak je přepaden Haďákem. Dostane se do bezpečí, ale je okraden.
9. Školní inspektor Chalmers jde na návštěvu ke Skinnerovi, kterému se spálí pečeně, a tak improvizuje nakoupenými Šášovými burgery.
10. Homer si chce koupit noviny z automatu, ale jelikož má plné ruce a je líný, omylem dá do automatu Maggie.
11. Šerif Wiggum, Lou a Eddie sedí v Šášově restauraci a srovnávají ji s McDonald's.
12. Čmeláčí muž si stěžuje za náročnou práci své ženě, ta ho ale kvůli jeho neschopnostem opouští.
13. Haďák klidně ujíždí od loupeže u Vočka. Když ho vidí Wiggum, srazí ho a nabourá. Utíká mu, ale Wiggum se na něj vrhne a perou se až se dostanou do Hermannova obchodu s vojenskými starožitmi, kde je zajme.
14. Reverend Lovejoy vede svého psa k Nedově záhradce na toaletu.
15. Různí lidé z města se snaží pomoct Líze, aby se zbavila žvýkačky na vlasech.
16. Cletus najde pro Brandinu boty. Ta je nechce a Cletus je hodí zpátky na elektrické vedení.
17. Milhouse si potřebuje odskočit. Komiksák mu to zakazuje, dokud si něco nekoupí. Po odkoupení levného komiksu se za Milhousem staví jeho otec, který ho odvede, protože měl za to, že jde na WC.
18. Milhouse a jeho otec zajdou za Hermanem, kde si Milhouse jde odskočit. Jeho otec se snaží přehlížet jeho dva svázané rukojmí a Herman ho vyzývá, aby se klidil do rohu. Milhouse najde na záchodě středověký řemdih a nechtěně jím Hermana cestou zpátky uhodí.
19. Líza zajde za holičem, aby jí zbavil žvýkačky a všeho, co na ní přibylo.
20. Nelson se směje Líze za její nový účes, stařence, naražející do popelnice, a dlouhému pánovi v malém Brouku. Muž zastáví, vystoupí si a nutí jít Nelsona se staženými kalhoty po silnici. Vyhecuje davy lidí, aby mu oplatili jeho posměšky posměškem.
21. Bart a Milhouse na něj z téhož mostu vypustí kečup a majonézu. Shrnují, že každý by mohl vyprávět svůj příběh, jen na ně není místo.
22. Z čista jasna přiběhne profesor Frink za účelem vyprávět svůj příběh, ale díl končí.[3]

## Produkce
Hlavní myšlenka dílu pochází z epizody 4. řady Nastrčená osoba, která v závěru obsahovala krátkou pasáž nazvanou Dobrodružství Neda Flanderse s vlastní znělkou. Scéna neměla žádný vztah k hlavnímu ději epizody a byla navržena pouze jako výplň, aby se přizpůsobila krátké stopáži epizody. Štáb si tento koncept oblíbil a pokusil se podobné scény vměstnat i do dalších dílů, ale žádný nebyl dostatečně krátký, aby ji vyžadoval. Showrunneři Bill Oakley a Josh Weinstein se rozhodli vytvořit celou epizodu z propojených krátkých scén zahrnujících mnoho seriálových postav, v podobném stylu jako Pulp Fiction Quentina Tarantina. O názvu Dvaadvacet krátkých filmů o Springfieldu bylo rozhodnuto hned na začátku výroby dílu, i když v něm ve skutečnosti není 22 příběhů. Původně mělo být scén více, ale několik z nich muselo být kvůli času vystřiženo. Aby se rozhodlo, kdo napíše jednotlivé pasáže, vybrali všichni scenáristé tři své nejoblíbenější postavy a dali je do klobouku, jména se vylosovala a scenáristům byly přiděleny jejich role. Oakley napsal příběh inspektora Chalmerse, Weinstein scénku s Komiksákem a Milhousem, David Cohen napsal skeč s reverendem Lovejoyem a také vyškrtnutou scénku s Šášou Krustym, Brent Forrester napsal scénku s Krusty Burgerem a Rachel Pulidová napsala scénku s Čmeláčím mužem. Richard Appel napsal vyškrtnutou „propracovanou fantasy část“ točící se kolem Marge, jejímž jediným pozůstatkem je její čištění dřezu během první scény s Lízou, a také scénu s Lionelem Hutzem, která byla vypuštěna.
První verze dílu měla 65 stran a bylo ji třeba zkrátit na pouhých 42, takže řada scén byla vyškrtnuta kvůli času nebo proto, že nezapadaly do celkové dynamiky epizody. Aby se tento problém vyřešil, byla vytvořena scéna před přestávkou druhého dějství, kdy obyvatelé města jdou do domu Simpsonových, aby jim poradili, jak Lízu zbavit žvýkačky z vlasů, do níž byly zahrnuty všechny postavy, které se v průběhu epizody nikde jinde neobjevily. Weinstein a vedoucí scénáře Greg Daniels byli zodpovědní za řazení a propojení jednotlivých epizod a režisér Jim Reardon měl za úkol přeřadit jednotlivé úseky tak, aby změna nepůsobila náhle. Ty, které bylo obtížné propojit, byly zařazeny před nebo za přestávku aktu nebo jim byla přidělena znělka, z nichž jedna byla z příběhu o Apuovi vystřižena, ale byla zařazena jako vymazaná scéna na DVD The Complete Seventh Season.
Bill Oakley napsal scénu s Chalmersem, protože je to jeho nejoblíbenější postava ze seriálu. Hlavním důvodem, proč si ho oblíbil, bylo to, že až do vytvoření Franka Grimese pro díl 8. řady Homerův nepřítel byl Chalmers jedinou postavou, která „jako by se pohybovala v normálním lidském vesmíru“. V předchozích epizodách se společné scény Skinnera a Chalmerse točily kolem jednoho vtipu: Skinner řekne Chalmersovi neuvěřitelnou lež, ale Chalmers mu stejně uvěří. Jejich scéna v tomto dílu se tedy skládá z řetězce třinácti vzájemně propojených lží. Dialog mezi ním a Skinnerem byl něčím, co tu ještě nebylo, protože jde jen o dlouhý uvolněný rozhovor, v němž se neříká vůbec nic důležitého. Myšlenkou této scény bylo udělat si legraci z klasického sitcomového tropu, kdy si šéf vezme šéfa domů na večeři, šéf pochybuje o lžích svého zaměstnance a nakonec mu uvěří. V této scéně se také objevují lži, které se vtipně opakují. Oakley napsal celou scénu za jedno odpoledne a výsledný produkt se téměř přesně podobá jejímu prvnímu návrhu. Úkolem vytvořit storyboard celé scény byl pověřen výtvarník Sarge Morton, který měl zálibu ve scénách, v nichž vystupují Skinner i Chalmers.
V příběhu pana Burnse je každé slovo, které na Smitherse křičí, skutečné a správně použité. Aby byla zachována přesnost, použili scenáristé k vyhledávání slov slangový tezaurus z 19. století. Mnoho španělských slov použitých v pasáži Čmeláčího muže jsou snadno srozumitelná příbuzná anglická slova, nikoliv přesná španělská; to bylo uděláno záměrně, aby dialogům rozuměli i ti, kdo španělštinu neovládají, a to bez titulků. Velmi vysoký muž byl karikaturou scenáristy Iana Maxtone-Grahama a dav na ulici, který se Nelsonovi směje, zahrnuje karikatury Matta Groeninga, Billa Oakleyho a Joshe Weinsteina. Oakley do scénáře napsal, že ulice je plná největších springfieldských idiotů, a tak animátoři do scény nakreslili jeho, Weinsteina a Groeninga.

## Kulturní odkazy
Epizoda obsahuje četné odkazy na film Pulp Fiction Quentina Tarantina. Stejně jako film je děj dílu epizodický, i když jsou jednotlivé příběhy vzájemně propojené. Rozhovor policistů o McDonaldu je paralelou slavné diskuze o čtvrtlibráku se sýrem a hudba, jež hraje na začátku pasáže, byla také převzata z filmu. Příběh zahrnující náčelníka Wigguma a Haďáka je přímou parodií na část Zlatá hlídka z Pulp Fiction. Haďák přejede Wigguma na červenou, čímž naráží na část filmu, kde postava Butche Coolidge udělala totéž Marsellusovi Wallaceovi, a poté narazí do požárního hydrantu a začne pěší honička. Oba dva vběhnou do Hermanova obchodu s vojenskými starožitnostmi, kde Herman oba zmlátí, sváže a dá jim roubík, a pak čeká na příjezd „Zeda“, přesně jako Maynard v Pulp Fiction. Scenáristé byli rádi, že Herman už existuje, protože jinak by museli vytvořit další postavu jen pro tuto scénu. Název epizody je odkazem na film Třicet dva krátkých filmů o Glennu Gouldovi.

## Přijetí
V původním vysílání se Dvaadvacet krátkých filmů o Springfieldu umístilo na 73. místě v týdenní sledovanosti v týdnu od 8. do 14. dubna 1996 s ratingem 6,9 podle agentury Nielsen. Byl to sedmý nejlépe hodnocený pořad stanice Fox v tomto týdnu.
Dne 12. března 2002 byla epizoda vydána ve Spojených státech na kolekci DVD s názvem The Simpsons Film Festival spolu s dílem 11. řady Cáklý Max jedna, epizodou 4. série Bartův trest a dílem 6. řady Zrodila se hvězda.
Epizoda je osobní oblíbeným dílem Billa Oakleyho, jenž však prohlásil, že ji nenávidí dva významní (a nejmenovaní) lidé z vedení seriálu. Když se Simpsonovi začali v roce 2019 streamovat na Disney+, Oakley díl označil za jednu z nejlepších klasických simpsonovských epizod, které lze na této službě sledovat. Díl je často uváděn jako oblíbený mezi fanoušky seriálu na internetu.
V roce 1998 ji časopis TV Guide zařadil na seznam 12 nejlepších epizod Simpsonových.
Časopis Entertainment Weekly v roce 2003 umístil epizodu na 14. místo svého seznamu 25 nejlepších epizod Simpsonových, přičemž pochválil strukturu dílu a odkazy na Pulp Fiction považoval za „neocenitelné“.
Warren Martyn a Adrian Wood, autoři knihy I Can't Believe It's a Bigger and Better Updated Unofficial Simpsons Guide, ji označili za „netypickou, ale velmi dobrou epizodu“, přičemž za nejlepší označili příběh Skinnera a Chalmerse.
V roce 2019 uvedlo epizodu několik zdrojů jako jeden z nejlepších dílů seriálu, včetně Consequence of Sound, který ji zařadil na páté místo svého seznamu 30 nejlepších epizod Simpsonových, Entertainment.ie, jenž ji zařadil mezi 10 nejlepších dílů Simpsonových všech dob, The Guardian, jímž byla zařazena mezi pět nejlepších epizod v historii Simpsonových, a IGN, který sice označil Rybu jménem Selma za nejlepší díl 7. řady, ale dodal, že Dvaadvacet krátkých filmů o Springfieldu je „dobrou konkurencí“ v boji o korunu.
V roce 2004 časopis Empire označil parodii na Pulp Fiction v tomto dílu za sedmý nejlepší filmový gag v seriálu a Wigguma a Haďáka se svázanými a zacpanými ústy s červenými koulemi v ústech označil za „nejúchylnější vizuální gag v historii Simpsonových“. Epizodu si oblíbil britský komik Jimmy Carr, který ji v roce 2003 označil za „brilantní pastiš umělecké kinematografie“.

### Odkaz

#### Nezrealizovaný spin-off
Epizoda podnítila mezi štábem myšlenku na spin-off seriálu s názvem Springfield Stories nebo jen Springfield. Navrhovaný seriál by se zaměřoval na město obecně, nikoliv na rodinu Simpsonových. Každý týden by byl jiný scénář, například tři krátké příběhy, dobrodružství s mladým Homerem nebo příběh o vedlejší postavě, která by vůbec nebyla spojena s rodinou Simpsonových. Podle Billa Oakleyho se seriál neměl zaměřovat jen na vedlejší postavy, ale i na další věci, které se vymykaly běžnému simpsonovskému univerzu, přičemž epizody měly být „volné“, ale Josh Weinstein vzpomíná, že výkonný producent James L. Brooks „do toho nešel“. Nápad nikdy k ničemu nevedl, protože Groening si uvědomil, že štáb nemá dost lidí na to, aby produkoval další seriál stejně dobře jako Simpsonovy. Do roku 2006 štáb tvrdil, že by o to stále měl zájem, a v roce 2007, že by se to „jednou mohlo uskutečnit“. Dvaadvacet krátkých filmů o Springfieldu také pomohlo inspirovat epizodu Futuramy Tři sta babek.

#### „Steamed hams“
V jedné části dílu vymyslí Seymour Skinner výraz „steamed hams“ pro označení hamburgerů a tvrdí, že jde o výraz z regionálního dialektu města Albany ve státě New York. Od konce roku 2016, tedy více než dvě desetiletí od premiéry epizody, získala tato scéna opětovnou popularitu ve facebookových skupinách a na stránkách týkajících se Simpsonových. Vznikla také řada parodických a remixových videí na YouTube, z nichž mnohá mají v názvu „Steamed Hams But…“.
V roce 2016, 20 let po odvysílání epizody, se asi 1000 lidí vyjádřilo na facebookové stránce australského řetězce supermarketů Woolworths s dotazem na „steamed hams“. Společnost reagovala zveřejněním obrázku šunek s popiskem: „V posledních 24 hodinách jsme od vás všech obdrželi spoustu zpětné vazby ohledně toho, zda máme na skladě steamed hams. Upozorňujeme, že v Austrálii jim říkáme hamburgery. ‚Steamed hams‘ je výraz pocházející z Albany ve státě New York. Fanoušci Simpsonových, tohle je pro vás.“. Přetrvávající popularita pasáže způsobila prudký nárůst fanouškovských remixů na YouTube. V lednu 2018 Bill Oakley, autor části, zveřejnil na Twitteru původní návrh pasáže. Uvedl, že podle něj jde o nejslavnější věc, kterou napsal, a jednu z jeho nejoblíbenějších.
V dubnu 2018 reportér serveru GameSpot během rozhovoru s hercem Jeffem Goldblumem pro videohru Jurassic World Evolution nechal Goldbluma přečíst roli Skinnera při rekonstrukci scény. Goldblum na konci čtení komentoval: „Mně se to taky líbí – to bylo z čeho?“. Oakley okamžitě reagoval na Twitteru a napsal: „Nejsem fanouškem toho, že poměrně velké společnosti jako GameSpot nechávají slavné herce hrát scénáře, které jsem napsal, doslovně, aniž by mi za to cokoliv dali.“. Video bylo během několika dní po zveřejnění staženo.
V rozhovoru pro The Hollywood Reporter z dubna 2021 se Oakley, Weinstein, režisér animace Jim Reardon, dabér Hank Azaria a showrunner Simpsonových Al Jean podělili o své názory na popularitu steamed hams. Azaria uvedl, že byl zmatený z toho, jak se tato část stala populární. Reardon se o ní dozvěděl, když ho na něj o několik let dříve upozornily jeho dcery. Podělili se o své oblíbené parodie na steamed hams, včetně jedné vytvořené pomocí Lega, jedné, která animuje postavy ve stylu videoklipu k písni „Take On Me“ od skupiny A-ha, a jedné s dialogy synchronizovanými se zpěvem písně „Basket Case“ od skupiny Green Day. Weinstein uvedl, že Groeningovi se tento fenomén také líbil.